# 首里金城町石畳道

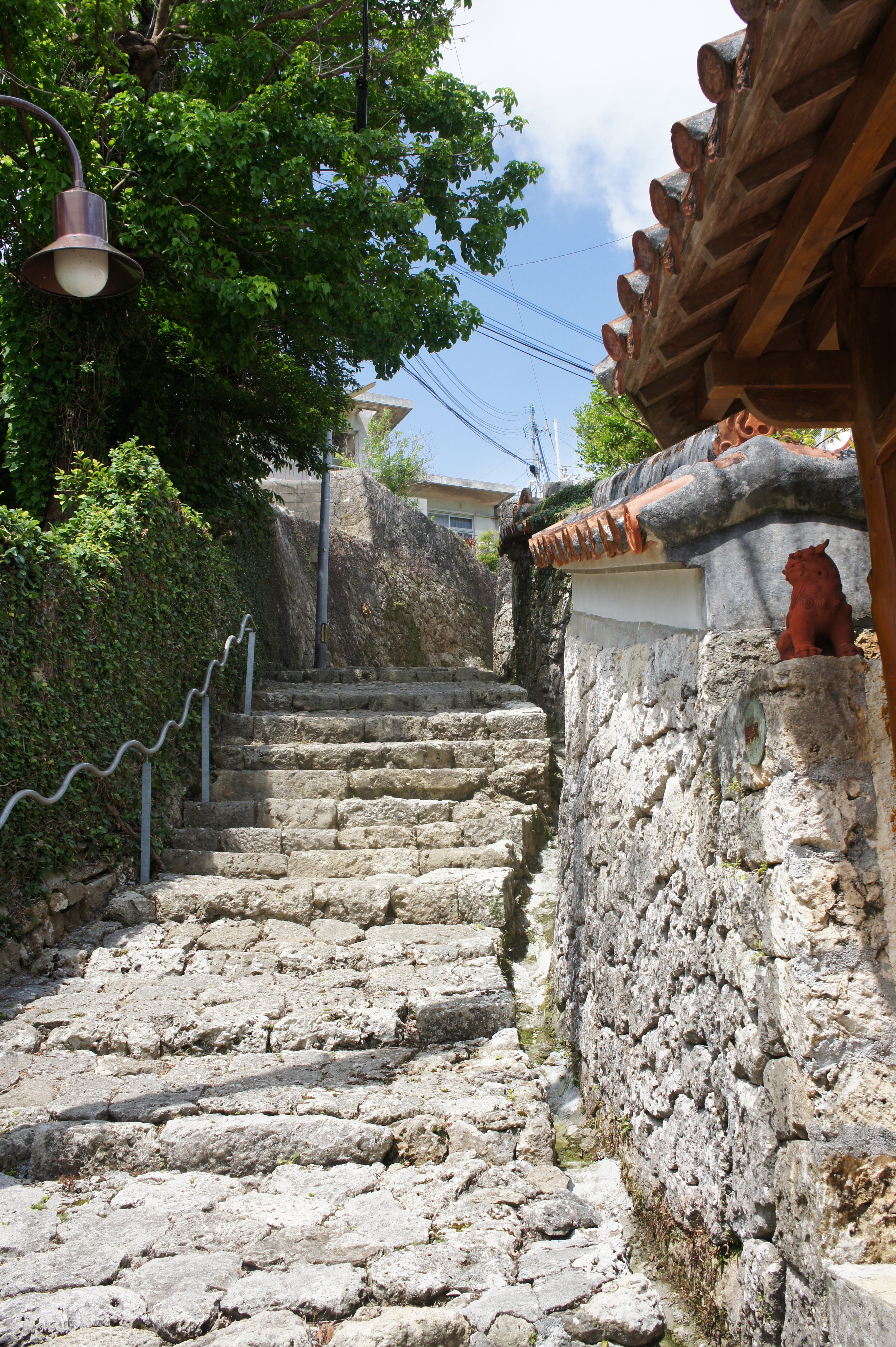
首里金城町石畳道

首里金城町石畳道（しゅりきんじょうちょういしだたみみち）は沖縄県那覇市にある石畳の古道。
首里城公園の南側斜面に位置し、14世紀から19世紀にかけて栄えた琉球王朝時代の城下町である金城町にある。首里城から国場川の真玉橋に至る長さ4 km、総延長10 kmの官道であった真珠道（まだまみち）の一部で、琉球王国尚真王の治世である1522年頃にその建造が始まった。第二次世界大戦の沖縄戦で真珠道の大半は破壊され、コンクリートで舗装されていたが、1983年（昭和58年）に歴史的地区環境整備事業によって再び石畳に整備された。金城町に現存する238mの区間が首里金城町石畳道としてその姿を現在に伝えている。行政上の道路の路線名を那覇市道金城2号といい、別名シマシービラともよばれる。

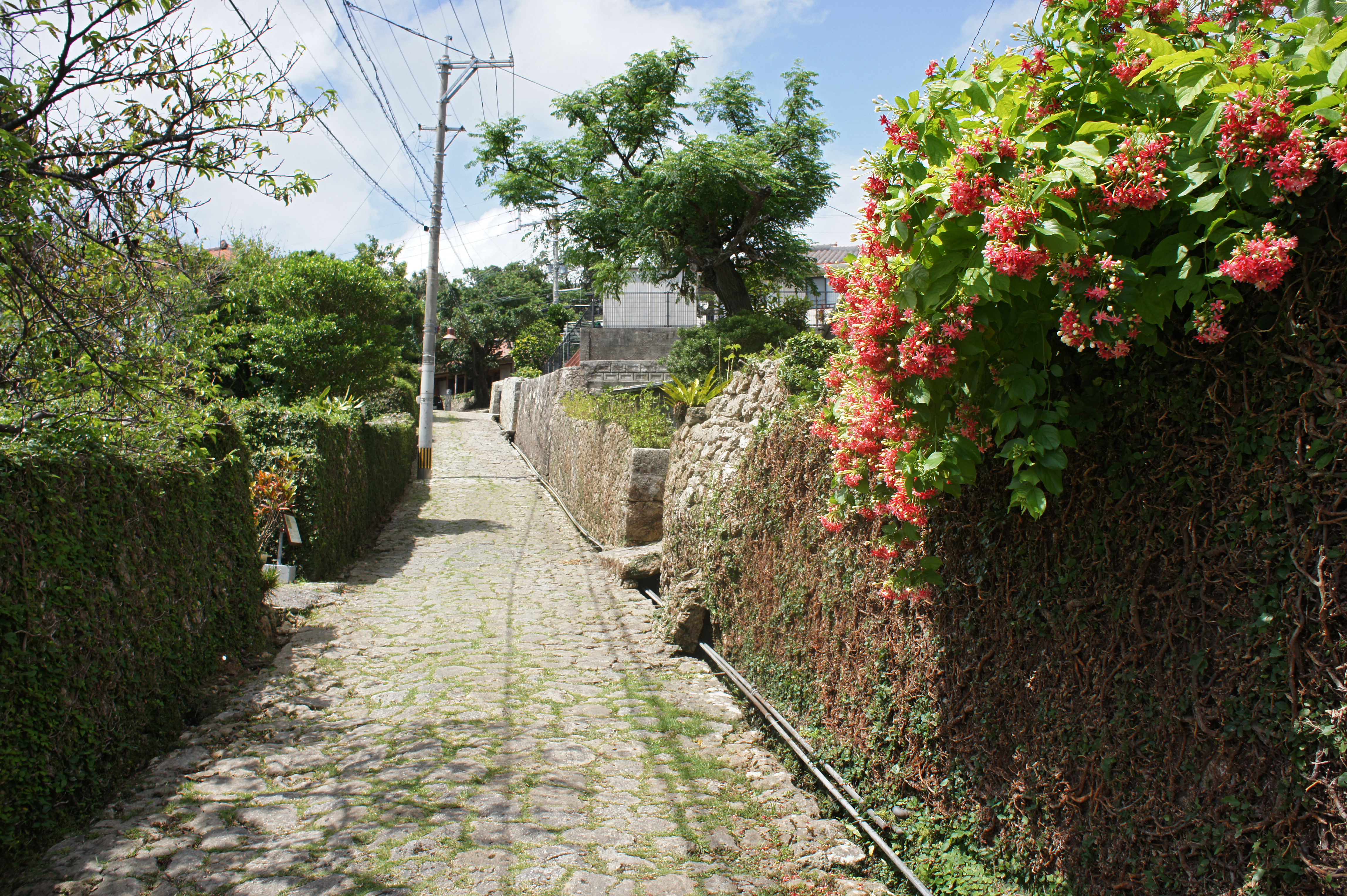
石畳と石垣

道には年月を経て光沢を帯びた琉球石灰岩の平石が敷きつめられたままで、沿道には近世以前の石垣も多く現存する。乱敷きに配された大きさ20 - 30センチメートルほどの平石の表面は小叩きに仕上げられており、こう配が急なところでは階段を設けたり、すべり止めの溝が彫られるなど、歩きやすいように工夫がなされている。
道路沿いの屋敷囲いは、「あいかた積み」とよばれる手法を用いて積まれた石垣と赤瓦屋根の木造住宅が見られる。周辺は、世界遺産に登録された首里城跡や、玉陵、園比屋武御嶽石門、識名園、守礼門、弁財天堂、円覚寺跡など多くの文化財があり、観光のスポットが多く集まるところでもある。市民の散策コースとしても人気があり、沖縄県の主要な観光地として知られるところから、県外からの観光客も多い。
沖縄県指定文化財（史跡・名勝）であるほか、1987年（昭和62年）8月10日に、旧建設省と「道の日」実行委員会により制定された日本の道100選の一つにも選定されている。
NHKドラマ「ちゅらさん」の撮影地になり、沿道の民家が主人公の自宅外観として使われた。

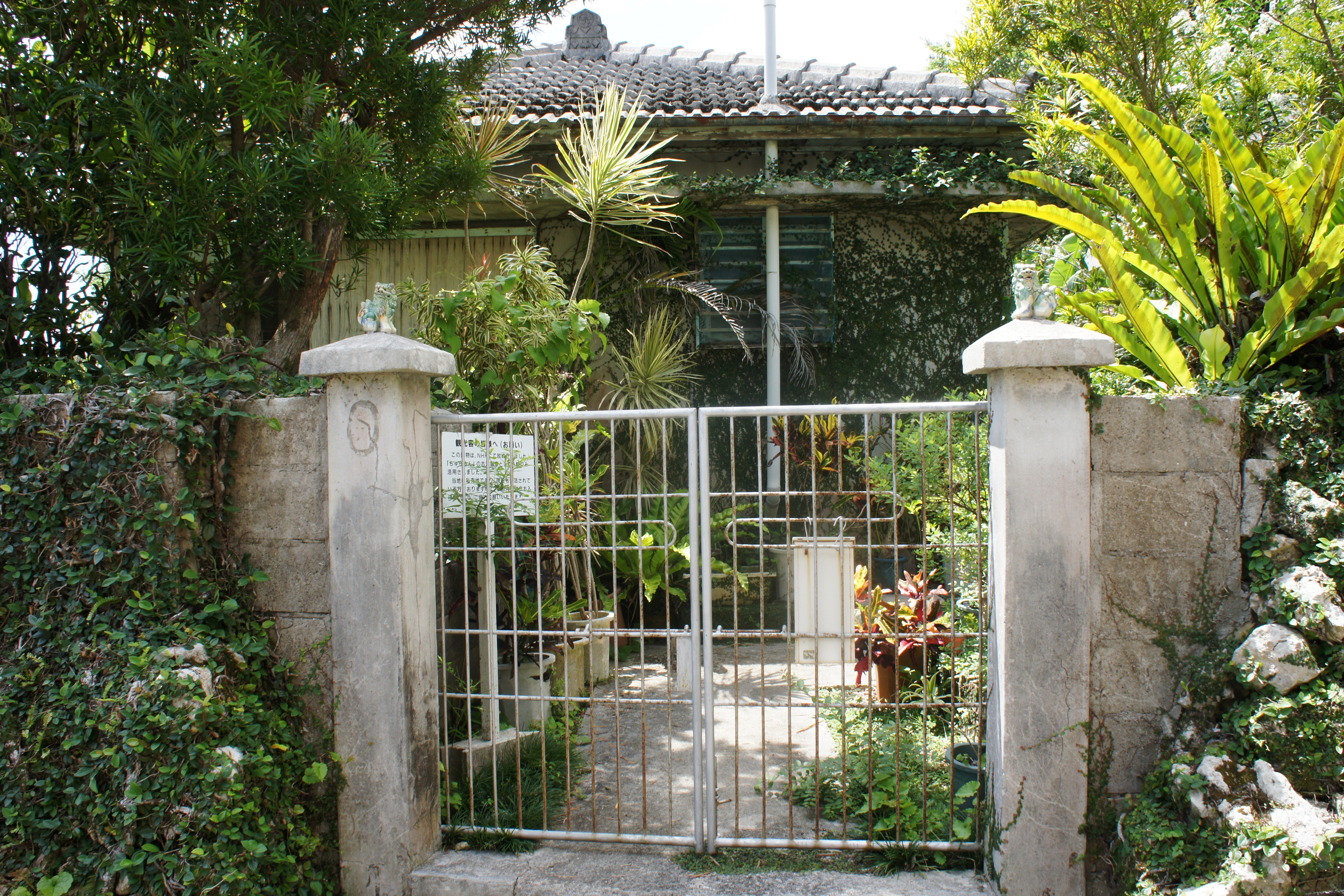
NHKドラマ「ちゅらさん」撮影地

## データ
- 長さ - 約238m
- 所在地 - 沖縄県那覇市首里金城町

## 交通アクセス
- 沖縄都市モノレール 首里駅 徒歩15分